# David Jonathans
David Jonathans (* 26. Januar 2004 in Apeldoorn, Niederlande) ist ein luxemburgisch-niederländischer Fußballspieler. Er spielt in der Reservemannschaft des FC Bayern München und ist A-Nationalspieler Luxemburgs.

## Karriere

### Vereine
David Jonathans, der niederländischer Herkunft ist und auch Wurzeln in Indonesien hat, spielte bis 2020 in Luxemburg für Swift Hesperingen, bevor er nach Deutschland in das Nachwuchsleistungszentrum des Rekordmeisters FC Bayern München wechselte. Er durchlief bis 2023 jede Nachwuchsmannschaft und steht seit der Saison 2023/24 fest im Kader der zweiten Mannschaft in der Regionalliga Bayern. Dort schoss er am 13. Spieltag im Heimspiel gegen die SpVgg Ansbach 09 (4:2) seinen ersten Treffer im Seniorenbereich.
Im August 2024 wurde er an den FC Den Bosch verliehen. Dort kam Jonathans jedoch nur zu zwei Pflichtspieleinsätzen und so kehrte er nach einer enttäuschenden Saison nach München zurück.

### Nationalmannschaft
Am 9. Juni 2023 gab David Jonathans im Alter von 18 Jahren bei der 0:1-Testspielniederlage in Luxemburg-Stadt gegen Malta sein Debüt für die luxemburgische A-Nationalmannschaft. Daneben absolvierte er insgesamt dreizehn Partien für diverse Jugendauswahlen Luxemburgs und erzielte dabei sechs Tore.

## Sonstiges
Sein älterer Bruder Remi (* 2001) ist ebenfalls Fußballer und war im Nachwuchsbereich für den 1. FC Saarbrücken sowie den 1. FSV Mainz 05 aktiv. Aktuell spielt er im Amateurbereich für den Kreisligisten  TSV Wackernheim.